# Edwin Ifeanyi
Edwin Ifeanyi (* 28. dubna 1972) je bývalý kamerunský fotbalista.

## Reprezentační kariéra
Edwin Ifeanyi odehrál za kamerunský národní tým v letech 1992–1994 celkem 2 reprezentační utkání.

## Statistiky
| Kamerun | Kamerun | Kamerun |
| Roky    | Zápasů  | Gólů    |
| ------- | ------- | ------- |
| 1992    |         |         |
| 1993    |         |         |
| 1994    | 2       | 0       |
| Celkem  | 2       | 0       |